# Yllenus mirandus
Yllenus mirandus là một loài nhện trong họ Salticidae.
Loài này thuộc chi Yllenus. Yllenus mirandus được Wanda Wesołowska miêu tả năm 1996.